# Опрышковский сельский совет
Опрышковский сельский совет (укр. Опришківська сільська рада) — входит в состав
Глобинского района
Полтавской области
Украины.
Административный центр сельского совета находится в 
с. Опрышки.

## История
- 1982 — дата образования.

## Населённые пункты совета
- с. Опрышки
- с. Битаково Озеро
- с. Марьино